# V412 Возничего
V412 Возничего (лат. V412 Aurigae), HD 277469 — двойная звезда в созвездии Возничего на расстоянии приблизительно 1450 световых лет (около 444 парсеков) от Солнца. Видимая звёздная величина звезды — от +8,7m до +8,45m.

## Характеристики
Первый компонент — красный гигант, пульсирующая медленная неправильная переменная звезда (LB:) спектрального класса M6III:, или M2, или M5. Масса — около 1,279 солнечной, радиус — около 78,6 солнечных, светимость — около 687,395 солнечных. Эффективная температура — около 3334 K.
Второй компонент — коричневый карлик. Масса — около 41,28 юпитерианских. Удалён на 1,623 а.е..